# Flora Hainanica
Flora Hainanica (abreviado Fl. Hainan.) es un libro con ilustraciones y descripciones botánicas que fue escrito conjuntamente por Woon Young Chun, Chao Chien Chang y Feng-Hwai Chen y publicado en 4 volúmenes en los años 1773 a 1778.

## Publicación
- Volumen n.º 1, 1964;
- Volumen n.º 2, 1965 (editors W. Y. Chun & C. C. Chang);
- Volumen n.º 3, 1974 (editors unlisted);
- Volumen n.º 4, 1977 (editors unlisted);